# Dyshawn Pierre
Dyshawn-Dylan Pierre (Whitby, Ontario, 17 de noviembre de 1993) es un jugador canadiense de baloncesto. Mide 1,98 metros de altura y ocupa tanto la posición de alero como la de Escolta. Pertenece a la plantilla del Fenerbahçe de la Basketbol Süper Ligi.

## Carrera profesional
Dio sus primeros pasos en el Dayton Flyers y tras no ser drafteado en 2016, fichó por el Basketball Löwen Braunschweig, donde en su primera temporada ha realizado grandes números, convirtiéndose en la revelación de la BBL.
Durante la temporada 2019-20, forma parte de la plantilla de Sardegna Sassari en la que promedia 13.8 puntos y 7.0 rebotes en la Lega, y 12.6 puntos y 8.4 rebotes en la BCL, competición donde fue premiado en tres ocasiones como mejor jugador de la semana.
En julio de 2020, se compromete con el Fenerbahçe Ülkerspor de la Basketbol Süper Ligi.
WEl 19 de agosto de 2025 dichó por el Lokomotiv Kuban de la VTB United League.